# Vincent Tricon
Vincent Tricon est un monteur français né en 1985 à Évry (Essonne).

## Biographie
Ancien élève du lycée Jean-Baptiste-Dumas, il sort diplômé de la Femis, département montage, en 2011,.

## Filmographie (sélection)
- 2014 : Week-ends d'Anne Villacèque
- 2016 : Crève cœur de Benjamin Klintoe
- 2016 : Divines de Houda Benyamina

## Distinctions

### Nominations
- César 2017 : César du meilleur montage pour Divines